# Вашингтон (округ, Кентуккі)
Шаблон:StateAbbr_ 37°45′ пн. ш. 85°10′ зх. д. / 37.75° пн. ш. 85.17° зх. д.
Округ Вашингтон (англ. Washington County) — округ (графство) у штаті Кентуккі, США. Ідентифікатор округу 21229.

## Історія
Округ утворений 1792 року.

## Демографія
За даними перепису
2000 року
загальне населення округу становило 10916 осіб, усе сільське.
Серед мешканців округу чоловіків було 5363, а жінок — 5553. В окрузі було 4121 домогосподарство, 3020 родин, які мешкали в 4542 будинках.
Середній розмір родини становив 3,03.
Віковий розподіл населення поданий у таблиці:
| Стать    | До 15 років | 15-21 | 22-29 | 30-39 | 40-49 | 50-65 | 65-85 | Понад 85 |
| -------- | ----------- | ----- | ----- | ----- | ----- | ----- | ----- | -------- |
| Чоловіки | 1158        | 648   | 456   | 822   | 803   | 838   | 578   | 60       |
| Жінки    | 1062        | 509   | 509   | 774   | 805   | 899   | 838   | 157      |

## Суміжні округи
- Андерсон — північний схід
- Мерсер — схід
- Бойл — схід
- Меріон — південь
- Нелсон — захід

## Виноски
1. ↑  U.S. Decennial Census. United States Census Bureau. Архів оригіналу за 19 липня 2018. Процитовано 20 серпня 2014.
2. ↑  Historical Census Browser. University of Virginia Library. Архів оригіналу за 11 серпня 2012. Процитовано 20 серпня 2014.
3. ↑  Population of Counties by Decennial Census: 1900 to 1990. United States Census Bureau. Архів оригіналу за 13 жовтня 2014. Процитовано 20 серпня 2014.
4. ↑  Census 2000 PHC-T-4. Ranking Tables for Counties: 1990 and 2000 (PDF). United States Census Bureau. Архів оригіналу (PDF) за 18 грудня 2014. Процитовано 20 серпня 2014.
5. ↑  State & County QuickFacts. United States Census Bureau. Архів оригіналу за 22 липня 2011. Процитовано 6 березня 2014.(англ.) Наведено за англійською вікіпедією.
6. ↑  American FactFinder. Бюро перепису населення США. Архів оригіналу за 26 лютого 2012. Процитовано 31 січня 2008.

| США | Це незавершена стаття з географії США. Ви можете допомогти проєкту, виправивши або дописавши її. |